# LKS Poroniec Poronin
LKS Poroniec Poronin – polski wielosekcyjny klub sportowy z siedzibą w Poroninie. Klub został założony w 1947 roku jako Ludowy Zespół Sportowy Poroniec, a od 1957 funkcjonuje jako klub z osobowością prawną, pod nazwą Ludowy Klub Sportowy Poroniec.
Zawodnikami klubu byli m.in. Józefa Majerczyk, Władysława Majerczyk, Stefan Habas, Andrzej Zarycki, Stanisław Trebunia-Tutka, Kamil Stoch, Katarzyna Bachleda-Curuś, Paulina Maciuszek, Maciej Kreczmer.

## Sekcje
Klub posiada sekcje sportowe w następujących dyscyplinach:
- biegi narciarskie,
- kombinacja norweska,
- skoki narciarskie,
- łyżwiarstwo szybkie,
- piłka nożna[a].

W przeszłości funkcjonowały również sekcje w takich dyscyplinach, jak:
- boks,
- siatkówka,
- lekkoatletyka,
- powożenie zaprzęgami konnymi.

Klub piłkarski w sezonie 2015/2016 został wycofany z rozgrywek z powodu braku sponsora. Klub grał wówczas w III lidze, w grupie małopolsko-świętokrzyskiej. Największym osiągnięciem w historii sekcji piłkarskiej było 2. miejsce w III lidze w sezonie 2014/2015. Jakiekolwiek drużyny piłkarskie LKS Poroniec występowały w oficjalnych rozgrywkach ostatni raz w sezonie 2016/2017.